# Putnam County (Illinois)
Das Putnam County ist ein County im US-amerikanischen Bundesstaat Illinois. Im Jahr 2010 hatte das County 6006 Einwohner und eine Bevölkerungsdichte von 14,5 Einwohnern pro Quadratkilometer. Der Verwaltungssitz (County Seat) ist Hennepin.

## Geografie
Das County liegt im mittleren Norden von Illinois und ist das kleinste County des Bundesstaates. Es hat eine Fläche von 446 Quadratkilometern, wovon 32 Quadratkilometer Wasserfläche sind. Das County liegt beiderseits des Senachwine Lake, einer natürlichen Verbreiterung des Illinois River. An das Putnam County grenzen folgende Nachbarcountys:
| Bureau County |                 |                |
|               |                 | LaSalle County |
|               | Marshall County |                |

## Geschichte

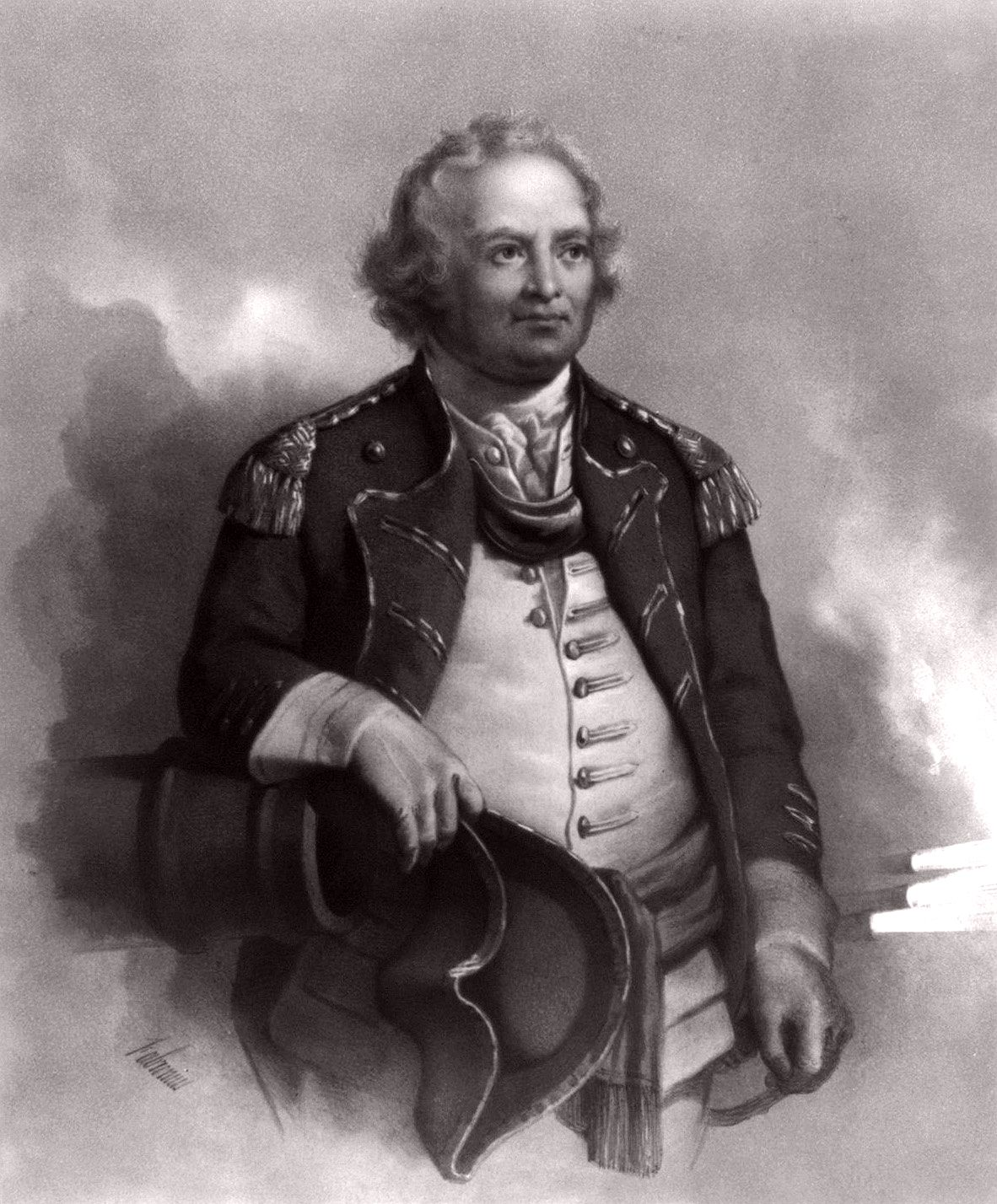
Israel Putnam

Das Putnam County wurde am 13. Januar 1825 als Original-County aus dem Territorium Illinois gebildet. Der westliche Teil des County war die Heimat der Potawatomi-Indianer, die durch weiße Siedler verdrängt wurden. Benannt wurde es nach Israel Putnam (1718–1790), einem Helden im Franzosen- und Indianerkrieg und späteren General im Revolutionskrieg. Das Gerichtsgebäude in Hennepin ist das älteste noch benutzte in Illinois.

### Territoriale Entwicklung
Das Putnam County dehnte sich ursprünglich bis nach Wisconsin und den Michigansee aus. Die letzte Verkleinerung des County fand 1839 statt.

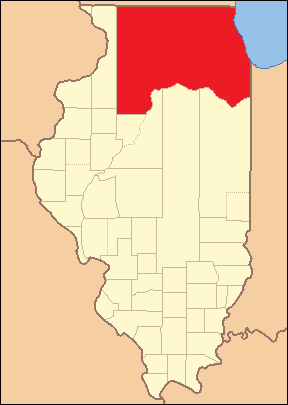
Das Putnam County von seiner Gründung im Jahr 1825 bis 1827
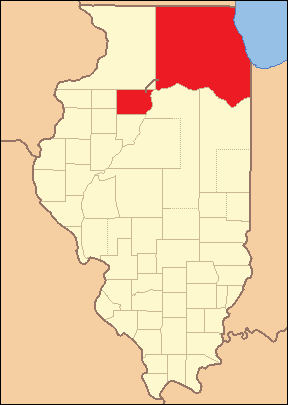
1827 bis 1831
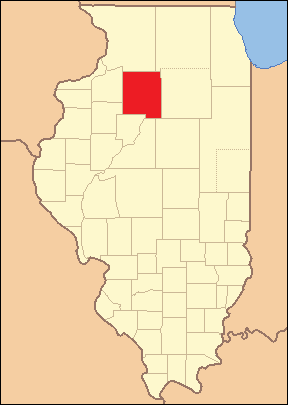
1831 bis 1837
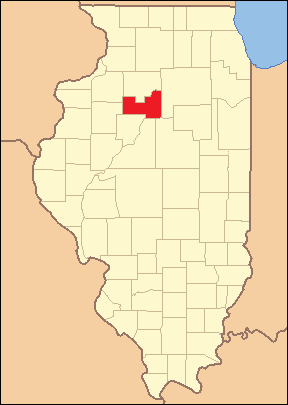
1837 bis 1839
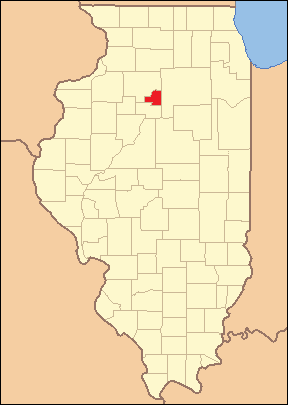
1839 bis heute

## Demografische Daten
Nach der Volkszählung im Jahr 2010 lebten im Putnam County 6006 Menschen in 2482 Haushalten. Die Bevölkerungsdichte betrug 14,5 Einwohner pro Quadratkilometer. In den 2482 Haushalten lebten statistisch je 2,41 Personen.
Ethnisch betrachtet setzte sich die Bevölkerung zusammen aus 97,8 Prozent Weißen, 0,8 Prozent Afroamerikanern, 0,1 Prozent amerikanischen Ureinwohnern, 0,3 Prozent Asiaten sowie aus anderen ethnischen Gruppen; 0,9 Prozent stammten von zwei oder mehr Ethnien ab. Unabhängig von der ethnischen Zugehörigkeit waren 4,3 Prozent der Bevölkerung spanischer oder lateinamerikanischer Abstammung.
20,7 Prozent der Bevölkerung waren unter 18 Jahre alt, 61,2 Prozent waren zwischen 18 und 64 und 18,1 Prozent waren 65 Jahre oder älter. 49,6 Prozent der Bevölkerung war weiblich.

Das jährliche Durchschnittseinkommen eines Haushalts lag bei 52.409 USD. Das Pro-Kopf-Einkommen betrug 25.510 USD. 11,6 Prozent der Einwohner lebten unterhalb der Armutsgrenze.

## Ortschaften im Putnam County
Villages
| - Granville - Hennepin - Magnolia | - Mark - McNabb - Standard |

Unincorporated Communities
| - Florid - Moronts - Mount Palatine1 | - Putnam - Walnut Grove |

1 – teilweise im LaSalle County

## Gliederung
Das Putnam County ist in vier Townships eingeteilt:
| Township            | Einwohner (2010) | FIPS     |
| ------------------- | ---------------- | -------- |
| Granville Township  | 2934             | 17-31030 |
| Hennepin Township   | 1261             | 17-34124 |
| Magnolia Township   | 1066             | 17-46123 |
| Senachwine Township | 745              | 17-68627 |